# Leptobatopsis badia
Leptobatopsis badia är en stekelart som beskrevs av Setsuya Momoi 1970. Leptobatopsis badia ingår i släktet Leptobatopsis och familjen brokparasitsteklar. Inga underarter finns listade i Catalogue of Life.